# Viktor Lundberg
Viktor Lundberg (Stoccolma, 4 marzo 1991) è un ex calciatore svedese, di ruolo attaccante.

## Carriera
Ha svolto tutta la trafila delle giovanili nell'AIK, con cui ha vinto il torneo svedese junior nel 2007.
Nel 2008 ha disputato l'intero campionato di seconda serie tra le file del Väsby United, squadra satellite dell'AIK.
Nella stagione successiva si è diviso fra un nuovo prestito al Väsby United e alcune partite disputate nella massima serie con l'AIK, che scelse poi di inserirlo stabilmente nella rosa della prima squadra. L'ultimo gol in campionato della storia dell'AIK allo stadio Råsunda porta il suo nome, segnato durante AIK-Malmö 2-0 nell'ultima giornata dell'Allsvenskan 2012. L'impianto fu demolito dopo altre due partite, entrambe valide per la Europa League.
Nel giugno 2013 è stato ceduto a titolo definitivo ai danesi del Randers dove è rimasto per quattro anni.
Scaduto il contratto con i danesi, nell'estate 2017 si è trasferito in Portogallo per firmare un triennale con il Marítimo, ma la parentesi portoghese si è rivelata deludente dato che in campionato è sceso in campo in sole tre apparizioni estemporanee.
Nel gennaio 2018, Lundberg è tornato ad essere tesserato per una squadra svedese con il passaggio a titolo definitivo all'Häcken, dove ha ritrovato il suo vecchio tecnico Andreas Alm che lo aveva allenato ai tempi dell'AIK. È rimasto tre anni, poi in scadenza di contratto ha annunciato la sua partenza al termine della stagione 2020, complice anche una diminuzione del suo utilizzo visto che nell'ultima stagione è partito titolare in sole 5 partite di campionato.
In vista della stagione 2021 è sceso nel campionato di Superettan con l'ingaggio triennale da parte dell'Helsingborg. Ha partecipato alla promozione con 3 reti e 2 assist in 24 partite, poi ha iniziato in rossoblù anche la stagione seguente ma visto lo scarso utilizzo (3 campoli di partite in circa metà campionato) è stato ceduto a stagione in corso all'Örgryte a titolo definitivo, tornando così a giocare nella seconda serie nazionale.
All'Örgryte è rimasto per un totale di tre stagioni, durante le quali non si è distinto per medie realizzative particolarmente elevate (6 reti in 52 gare di campionato di stagione regolare). Tuttavia, si è rivelato prezioso nei doppi spareggi di fine stagione per evitare la retrocessione: nello specifico, al termine della stagione 2022 ha segnato un totale di due reti in altrettante gare contro il Sandvikens IF che hanno permesso il mantenimento della categoria, mentre nella stagione 2023 ha realizzato l'unico gol nella gara di ritorno contro il Nordic United che ha garantito una nuova salvezza. Si è ritirato dal calcio giocato al termine della Superettan 2024, campionato in cui ha totalizzato 4 gol in 20 presenze, partendo però da titolare soltanto in 4 occasioni.

## Palmarès

### Competizioni nazionali
- Campionato svedese: 1

AIK: 2009
- Coppa di Svezia: 2

AIK: 2009
Häcken: 2018-2019
- Supercoppa di Svezia: 1

AIK: 2010